# Lärokurs för fruntimmer
Lärokurs för fruntimmer var en lärokurs för vuxna kvinnor som hölls i Stockholm från 1859 till 1861. Det var föregångaren till Högre lärarinneseminariet, den första statliga utbildningsinstitutionen för kvinnor i Sverige.
Lärokurs för fruntimmer grundades av P.A. Siljeström, rektor vid Nya Elementarskolan; A.H. Fock, professor vid Teknologiska Institutet; och F.A.Cederschiöld, professor vid Barnbördshuset. Medhjälpare var magister M. Schuck, professor N.J. Andersson, hovpredikanten T. Lithner, lektor J. Elfving, lektor C.W.A. Tham, professor C.G. Qvarnström, och magister O. Ekeroth.  
Kursen beskrevs i annons i Aftonbladet som en kurs för kvinnor "hvilka antingen blott i allmänhet önska att utsträcka sin teoretiska bildning något längre än vad som vanligen låter sig göra i flickpensionerna eller ock särsildt afs att förbereda sig till lärarinnekallet". Bland ämnena utelämnades språk, eftersom det var det enda ämne där flickpensioner vanligen gav en seriös bildning, men däremot naturvetenskap, hälsolära, pedagogik och andra ämnen som i övrigt endast förekom i läroverken och universiteten. Undervisningen var nästan fri; den enda avgiften var den summa som kostade för att lysa upp lokalerna. 
Kursen bedrevs i Klara skolhus vid Klara kyrkogård och hade formen av föreläsningar och hemarbete, följt av förhör. 
Kursen blev mycket populär bland kvinnor. Dess första kurs omfattade 131 elever mellan 16 och 53 år, som sedan indelades i "elever" (53 st) och "åhörarinnor" (78 st). Eleverna ifrågasattes samtidigt av samtiden för "okvinnlighet". En av dess första elever, Maria Ribbing, uppgav i tidningen Dagny 23 december 1909: 
"Vår tids ungdom, som kanske mången gång till öfvermättnad fått sin kunskapstörst tillfredställd, kan föga fatta den hunger efter verkligt vetande som den tiden bodde hos så många kvinnor."
Lärokurs för fruntimmer beskrivs som "roten och upphovet" till Högre lärarinneseminariet, som grundades 1861. Lärokursen uppfattades därmed ha fyllt sitt syfte, och dess lärare övergick till anställning vid Högre lärarinneseminariet, där lektionerna fortsatte. Även en del av kursens elever blev "biträdande lärarinnor" vid Högre lärarinneseminariet. 
Fyra år senare bildades också Jenny Rossanders Lärokurs för fruntimmer, som sköttes enligt samma studieplan och med samma ämnen.